# Aglossochloris fulminaria
Aglossochloris fulminaria là một loài bướm đêm trong họ Geometridae.